# 入江幸男
入江 幸男（いりえ ゆきお、1953年 - ）は、日本の哲学者、大阪大学名誉教授。

## 人物・来歴
香川県生まれ。1976年大阪大学文学部哲学科卒、1983年同大学院博士課程単位取得満期退学、同助手。1991年大阪樟蔭女子大学講師、1993年助教授、1994年大阪大学文学部助教授となり、2003年文学研究科教授。2019年大阪大学を定年退任、名誉教授となる。
2002年「ドイツ観念論の実践哲学研究」で大阪大学より博士（文学）の学位を取得。

## 著書
- 『ドイツ観念論の実践哲学研究』弘文堂 2001
- 『問答の言語哲学』勁草書房、2020

### 共編著
- 『哲学者たちは授業中』松葉祥一,上野修,入不二基義,大島保彦共著 ナカニシヤ出版 1997
- 『ボランティア学を学ぶ人のために』内海成治,水野義之共編 世界思想社 1999
- 『コミュニケーション理論の射程』霜田求共編 ナカニシヤ出版 2000
- 『フィヒテ知識学の全容』長澤邦彦共編著 晃洋書房 2014

### 翻訳
- ポール・ホーリッジ『真理』原田淳平共訳 勁草書房 2016

## 論文
- <入江幸男